# Charles Leprévost
Pour les articles homonymes, voir Leprévost.
Charles Ambroise Leprévost est un peintre verrier français, né à Épinal le 9 février 1836 et mort à Paris (15e arrondissement) le 24 avril 1902.

## Biographie
Charles Leprévost est un peintre verrier parisien qui a essentiellement travaillé avec le service des monuments historiques pour la restauration des vitraux. Il est le fils d'Ambroise Thomas Leprévost et d'Anne Joseph Roger, son épouse, rentière. Il s'est marié le 10 décembre 1864 à la mairie du 14e arrondissement de Paris avec Catherine Horst, couturière. Louis Steinheil a été un témoin à ce mariage.
Dès 1811, l'état de vétusté de la cathédrale Notre-Dame de Sées a amené Napoléon Ier à engager des travaux pour sa restauration et qui se sont poursuivis pendant tout le XIXe siècle. Entre 1869 et 1878, le croisillon nord est restauré et la restauration se poursuit par celle de la rose par Louis Steinheil et Charles Leprévost. La reconstruction du chœur de la cathédrale est achevée en 1895. Entre 1879 et 1895, Leprévost y a rétabli les vitraux en complétant plus ou moins les personnages et en refaisant pratiquement toutes les grisailles à partir des fragments d'origine.
Charles Leprévost restaure et complète, entre 1874 et 1876, les verrières des bais 7 et 8 du XIIIe siècle de la cathédrale Saint-Étienne de Toul. Il réalise aussi de nouveaux vitraux pour l'abside, baies 0, 1 et 2, d'après les cartons d'Alexandre de Balthasar et d'Adolphe Steinheil. La ville de Toul est assiégée pendant la guerre franco-allemande de 1870. Charles Leprévost intervient à partir de 1874 pour restaurer les vitraux de la collégiale Saint-Gengoult de Toul.
Entre 1875 et 1879-1880, Charles Leprévost associé à Louis Steinheil est chargé de restauré les sept grandes baies de l'abside de l'église Sainte-Foy de Conches-en-Ouche. En 1883, il restitue librement le vitrail de la baie 18 très endommagée par la chute de la flèche le 10 mars 1842 et il modifie la partie basse de la baie 20.
Louis Steinheil est associé en 1879 à Charles Leprévost pour revitrer le mur oriental de la chapelle d'axe de la cathédrale Saint-Étienne d'Auxerre. Ils ressemblent des restes d'un Arbre de Jessé et de la verrière de Théophile et on refait au centre une Vie de la Vierge.
Charles Leprévost intervient à la cathédrale Saint-Étienne de Châlons-en-Champagne entre 1880 et 1890. Il regroupe les verrières des XVe et XVIe siècles dans le collatéral sud de la nef. La surface des panneaux réutilisables étant inférieure à la surface à vitrer, les cartons des compositions nouvelles qui ,ont été ajoutées par Leprévost sont réalisés par Louis Steinheil puis par Marcel Rouillard à partir de 1885. Il réalise une nouvelle verrière pour la baie 15 en 1892. Pendant la même période, il restaure avec Rodier.
En 1881, est entreprise la restauration des vitraux de l'église Saint-Julien-du-Sault. Cette restauration est confiée à Charles Leprévost et Louis Steinheil. À la mort de Steinheil, en 1885, c'est son fils Adolphe Steinheil qui s'associe avec Charles Leprévost pour cette restauration. Dix des verrières sont restaurées en 1900 et quatre sont reposées peu après. Après la mort de Charles Leprévost, en 1903, Sainte-Anne Auguste Louzier retrouve des restes du vitrail de l'Arbre de Jessé dans son atelier en 1904.
Charles Leprévost intervient en 1881 avec le cartonnier Adolphe Steinheil sur la grisaille de la Vie de la Vierge de l'église Saint-Gervais-Saint-Protais de Gisors.
En 1885, l'atelier de Charles Leprévost a restauré les vitraux anciens, en particulier la verrière du cardinal Rolin (baie 24) dans la cathédrale Saint-Lazare d'Autun aidé de Lucien Magne et François-Émile Ehrmann comme cartonniers. Déjà, en 1883, Charles Leprévost avait exécuté une Vie de la Vierge avec les cartonniers Ehrmann et Charles Lebayle pour la chapelle fondée Jean Millot et Anne Vestu à la fin du XVe siècle dans le bas-côté nord de la cathédrale.
Les vitraux du haut-chœur de la cathédrale Saint-Étienne de Bourges sont restaurés en 1885-1886 par Charles Leprévost et Steinheil.
La restauration des vitraux de la cathédrale Notre-Dame d'Évreux commence en 1873. Plusieurs ateliers sont intervenus. Charles Leprévost est intervenu avec Adolphe Steinheil entre 1886 et 1893.
Les grisailles et les vitraux historiés de l'église Notre-Dame de Saint-Omer sont restaurés en 1875-1876 par Leprévost.
En 1885, Leprévost fait une dépose partielle des vitraux de la cathédrale Saint-Étienne de Meaux, il restaure avec Steinheil des vitraux de la collégiale Saint-Martin de Montmorency. En 1887-1888, il a restauré les vitraux du XVIe siècle de l'église Saint-Pierre de Limours et modifié un peu les baies 0, 5 et 6. En 1887, sous la direction de Lucien Magne, il a restauré le verrière de saint René d'Angers de l'église Notre-Dame-de-Pitié de Puteaux.
Il réalise des vitraux pour l'église Saint-Alpin de Châlons-en-Champagne sur les cartons de Perrodin (baies 7 et 9), en 1886, et de Royer (baie 20). En 1898 et 1893, il restaure les vitraux de l'abside et du transept nord de l'église Saint-Pierre-Saint-Paul de Montmort-Lucy.
L'atelier de Charles Leprévost restaure les baies 6 et 8 de l'église Notre-Dame de Montluçon, en 1893-1894.
Charles Leprévost restaure en 1894 les vitraux des fenêtres hautes et basses de l'abside et du transept de l'abbatiale Saint-Ferréol d'Essômes-sur-Marne.
Les vitraux du mur est (baies 1 à 4) de la cathédrale Notre-Dame-de-l'Annonciation de Moulins sont restaurés dans l'atelier de Charles Leprévost en 1899-1901.
Vers 1900, Leprévost et Félix Gaudin ont réinstallés des panneaux du XIIe siècle sur la partie occidentale de la nef de la cathédrale Saint-Julien du Mans